# دو جیمه
دو جیمه (به ژاپنی: 胴絞)-(به انگلیسی: Do-Jime) یکی از فنون و تکنیک‌های دستهٔ کاتامه-وازا رشتهٔ ورزشی جودو است که در زیردستهٔ شیمه-وازا دسته‌بندی می‌شود. هدف از این تکنیک، واردآوردن فشار و درگیرکردن تنهٔ حریف است.